# 奧地利薩爾斯堡體育會
奧地利薩爾茨堡足球俱樂部（SV Austria Salzburg）是奧地利的一家足球俱樂部。俱樂部成立于2005年，由一些成立于1933年的原SV奧地利薩爾茨堡（即奧超的薩爾斯堡紅牛）的支持者設立。因這些支持者不滿球隊被紅牛公司收購後對傳統作出的巨大改變，因而設立了這家俱樂部。與其情況有些類似的球隊還有聯曼足球會和AFC溫布頓等球隊。

## 球會榮譽
- 西部地區聯賽（Regionalliga West） 《第三級》

 冠軍： (1) 2014, 2015
- 甲組全國聯賽 （1. Landesliga）《第四級》

 冠軍： (1) 2010
- 乙組北部全國聯賽 （2. Landesliga Nord）《第五級》

 冠軍： (1) 2009
- 北部甲組聯賽 （1. Klasse Nord）《第六級》

 冠軍： (1) 2008
- 北部乙組聯賽 （2. Klasse Nord A）《第七級》

 冠軍： (1) 2007